# Панцир (біологія)
Панцир (лат. lorica) — тверде захисне утворення, іноді рухоме, що повністю або частково покриває тіло деяких тварин.
У безхребетних панцир виникає з потовщеного хітинового покриву або з вапняних платівок. У вищих ракоподібних (наприклад, у крабів), багатьох кліщів, деяких двопарноногих багатоніжок хітиновий панцир просякнутий вапняними солями, що додають йому міцністі.
Панцир з вапняних платівок притаманний голкошкірим (наприклад, морським їжакам). Серед хребетних панцир є у представників всіх класів, крім птахів. Особливо був розвинений кістковий панцир у викопних безщелепних. Серед сучасних риб панцир з ромбічної ганоїдної луски покриває тіло американських панцирних щук і афрриканських багатоперих; Панцир з кісткових пластинок є у багатьох риб (панцирних сомів) Серед земноводних черевний панцир був розвинений тільки у стегоцефалів. Кістковий панцир мали деякі вимерлі плазуни. Особливо добре розвинений панцир в черепах (складається з 2 щитів — спинного (карапакса) і черевного (пластрона), утворених кістковими пластинками і покритих зовні роговими щитками) і у крокодилів (з великих кісткових щитків, покритих зовні роговими).
Серед ссавців панцир був у гліптодонтів (кістковий спинний щит); з сучасних форм панцир є у броненосців (рухомо з'єднані окремі кісткові щитки) і панголінів (великі, рогові луски, що налягають одна на одну).

## У водоростей
Панциром називається також і міцний зовнішній покрив деяких одноклітинних водоростей. Може бути суцільним (деякі евгленові водорості, золотисті водорості), з 2 половинок (діатомові водорості та деякі динофітові водорості), з щитків або лусочок (деякі динофітові і золотисті водорості).